# U-65 (tàu ngầm Đức) (1939)
U-65 là một tàu ngầm tuần dương  Lớp Type IX thuộc phân lớp Type IXB được Hải quân Đức Quốc Xã chế tạo trước Chiến tranh Thế giới thứ hai. Nhập biên chế năm 1940, nó đã thực hiện được sáu chuyến tuần tra, đánh chìm mười hai tàu buôn với tổng tải trọng 66.174 GRT, đồng thời gây hư hại cho ba tàu buôn với tổng tải trọng 22.490 GRT. Trong chuyến tuần tra cuối cùng, U-65 bị tàu khu trục Hải quân Hoàng gia Anh HMS Douglas thả mìn sâu đánh chìm trong Bắc Đại Tây Dương về phía Đông Nam Iceland vào ngày 28 tháng 4, 1941.

## Thiết kế và chế tạo

### Thiết kế
Thiết kế của tàu ngầm Type IXB là phiên bản nâng cấp nhỏ từ Type IXA, tăng thêm trữ lượng nhiên liệu để kéo dài tầm xa hoạt động. Chúng có trọng lượng choán nước 1.051 t (1.034 tấn Anh) khi nổi và 1.178 t (1.159 tấn Anh) khi lặn. Con tàu có chiều dài chung 76,50 m (251 ft 0 in), lớp vỏ trong chịu áp lực dài 58,75 m (192 ft 9 in), mạn tàu rộng 6,51 m (21 ft 4 in), chiều cao 9,60 m (31 ft 6 in) và mớn nước 4,70 m (15 ft 5 in).
Chúng trang bị hai động cơ diesel MAN M 9 V 40/46 siêu tăng áp 9-xy lanh 4 thì, tổng công suất 4.400 PS (3.200 kW; 4.300 bhp), dẫn động hai trục chân vịt đường kính 1,92 m (6,3 ft), cho phép đạt tốc độ tối đa 18,2 kn (33,7 km/h), và tầm hoạt động tối đa 12.000 nmi (22.000 km) khi đi tốc độ đường trường 10 kn (19 km/h). Khi đi ngầm dưới nước, chúng sử dụng hai động cơ/máy phát điện Siemens-Schuckert 2 GU 345/34 tổng công suất 1.000 PS (740 kW; 990 shp). Tốc độ tối đa khi lặn là 7,3 kn (13,5 km/h), và tầm hoạt động 64 nmi (119 km) ở tốc độ 4 kn (7,4 km/h). Con tàu có khả năng lặn sâu đến 230 m (750 ft).
Vũ khí trang bị có sáu ống phóng ngư lôi 53,3 cm (21 in), bao gồm bốn ống trước mũi và hai ống phía đuôi, và mang theo tổng cộng 22 quả ngư lôi 53,3 cm (21 in). Tàu ngầm Type IX trang bị một hải pháo 10,5 cm (4,1 in) SK C/32 với 110 quả đạn, một pháo phòng không 3,7 cm (1,5 in) SK C/30 và hai pháo phòng không 2 cm (0,79 in) C/30. Thủy thủ đoàn bao gồm 4 sĩ quan và 44 thủy thủ.

### Chế tạo
U-65 được đặt hàng vào ngày 16 tháng 7, 1937, và được đặt lườn tại xưởng tàu AG Weser của hãng DeSchiMAG ở Bremen vào ngày 6 tháng 12, 1938. Nó được hạ thủy vào ngày 6 tháng 11, 1939, và nhập biên chế cùng Hải quân Đức Quốc Xã vào ngày 15 tháng 2, 1940 dưới quyền chỉ huy của Hạm trưởng, Đại úy Hải quân Hans-Gerrit von Stockhausen.

## Lịch sử hoạt động

### 1940

#### Chuyến tuần tra thứ nhất
U-65 khởi hành từ cảng Wilhelmshaven vào ngày 9 tháng 4, 1940 cho chuyến tuần tra đầu tiên trong chiến tranh. Nó tiến ra Bắc Hải, rồi hoạt động dọc bờ biển Na Uy để đánh chặn các tàu vận tải Đồng Minh hỗ trợ cho Chiến dịch Na Uy. Vào ngày 13 tháng 4, chiếc tàu ngầm đã tấn công một nhóm tàu khu trục ở vị trí về phía Bắc Bergen, Na Uy, nhưng các quả ngư lôi đã không kích nổ. Tàu khu trục đối phương đã phản công, gây một số hư hại nhẹ cho U-65, nhưng nó thoát được cuộc tấn công, và quay trở về cảng Wilhelmshaven vào ngày 14 tháng 5.

#### Chuyến tuần tra thứ hai
U-65 lại xuất phát từ cảng Wilhelmshaven vào ngày 8 tháng 6 cho chuyến tuần tra thứ hai. Nó tiến ra Bắc Hải, rồi băng qua khe GIUK giữa quần đảo Shetland và Scotland, và sau đó tiến ra biển Celtic để hoạt động trong vùng biển Đại Tây Dương về phía Tây vịnh Biscay. Lúc 08 giờ 17 phút ngày 21 tháng 6, nó tấn công mục tiêu đầu tiên là chiếc tàu buôn Hà Lan Berenice 1.177 GRT, vốn xuất phát từ cảng Bordeaux chở theo 1.000 tấn quặng mangan cùng 22 hành khách. Một quả ngư lôi trúng ngay giữa tàu đã khiến Berenice đắm trong vòng ba phút, và chỉ có chín trong tổng số 47 người có mặt trên tàu sống sót khi được một tàu tuần duyên cứu vớt.
Sang ngày hôm sau, chiếc tàu ngầm lại tấn công và đánh chìm một tàu chở dầu không được hộ tống trong vịnh Biscay lúc 18 giờ 04 phút. Nạn nhân của U-65 được cho là chiếc tàu chở dầu Pháp Monique 7.011 GRT, cho dù không có người nào sống sót để có thể xác nhận lai lịch con tàu. Vết tích duy nhất còn lại của Monique là thi thể một thủy thủ của nó trôi dạt lên bờ biển gần A Coruña, Tây Ban Nha.
Vào giữa trưa ngày 30 tháng 6, U-65 phát hiện và tấn công Đoàn tàu SL-36, tự nhận đã đánh trúng hai chiếc thuộc đoàn tàu vận tải này. Trong thực tế chỉ có chiếc Clan Ogilvy 5.802 GRT bị đánh trúng, bị hư hại nhưng không chịu thương vong. Chiếc tàu buôn Anh được tàu khu trục HMS Vesper và tàu corvette Gladiolus hộ tống đi đến cảng Falmouth an toàn vào ngày 4 tháng 7.
Một ngày sau đó, 1 tháng 7, U-65 tiếp tục tấn công Đoàn tàu OA-175. Lúc 13 giờ 51 phút nó phóng quả ngư lôi cuối cùng còn lại, và tự nhận đã đánh chìm được mục tiêu ở vị trí khoảng 380 nmi (700 km) về phía Tây Nam mũi Finisterre (Tây Bắc Tây Ban Nha). Một lần nữa mục tiêu của U-65, chiếc tàu buôn Hà Lan Amstelland đã không chìm sau khi trúng ngư lôi bên mạn phải, khiến một thủy thủ văng xuống nước tử vong. Amstelland tiếp tục nổi được với khoang chở hàng số 5 bị ngập nước, cho đến khi được chiếc tàu kéo HMS Marauder trợ giúp. Tàu corvette HMS Calendula đã hộ tống cho cả hai về đến Falmouth an toàn vào ngày 5 tháng 7. Tiêu phí hết số ngư lôi mang theo, U-65 rút lui về căn cứ, về đến Wilhelmshaven vào ngày 7 tháng 7.

#### Chuyến tuần tra thứ ba
Khởi hành từ Wilhelmshaven vào ngày 8 tháng 8, U-65 đi ra Bắc Hải rồi vòng qua phía Bắc quần đảo Anh để đi đến cảng Lorient bên bờ biển Đại Tây Dương của Pháp vừa mới bị Đức chiếm đóng, nơi đặt căn cứ mới của Chi hạm đội Tàu ngầm 2. Chuyến đi kéo dài 12 ngày mà không gặp sự cố gì, và nó đến nơi vào ngày 19 tháng 8.
Trong chuyến đi này U-65 đồng thời cũng đảm trách vận chuyển Seán Russell, Tham mưu trưởng Quân đội Cộng hòa Ireland (IRA), và Frank Ryan, một thành viên IRA từng tham gia phe Cộng Hòa trong cuộc Nội chiến Tây Ban Nha, bị lực lượng phe Quốc dân của tướng Francisco Franco bắt giữ và chuyển giao cho Đức. Theo dự định của Chiến dịch Dove (tiếng Đức: "Unternehmen Taube"), Russell cùng Ryan sẽ được cho đổ bộ lên Ireland để hoạt động phá hoại. Tuy nhiên trong chuyến đi, Russell mắc bệnh và than phiền bị đau ở vùng dạ dày, nhưng U-65 không có bác sĩ cùng trang bị y tế, nên ông từ trần vào ngày 14 tháng 8, khi còn cách Galway, Ireland 100 mi (160 km). Russell được mai táng trên biển và Chiến dịch Dove bị hủy bỏ. Khi chiếc tàu ngầm quay trở về Đức, một cuộc điều tra về cái chết của Russell được tiến hành, bao gồm việc thẩm vấn Frank Ryan cùng thủy thủ của U-65. Kết luận cuối cùng là Seán Russell mắc bệnh viêm loét dạ dày tá tràng và qua đời do không được chữa trị kịp thời.

#### Chuyến tuần tra thứ tư
U-65 xuất phát từ cảng Lorient vào ngày 21 tháng 8 để bắt đầu chuyến tuần tra thứ tư, và sau khi ghé đến cảng Brest trong sáu ngày, đã bắt đầu hoạt động tại khu vực Trung tâm Bắc Đại Tây Dương. Mãi đến 20 giờ 00 ngày 14 tháng 9, chiếc tàu ngầm mới bắt gặp Đoàn tàu HX-70 ở vị trí khoảng 180 nmi (330 km) ngoài khơi Barra Head, Scotland. Đến 21 giờ 18 phút, U-65 phóng một quả ngư lôi tấn công chiếc tàu buôn Na Uy MV Hird nhưng không trúng mục tiêu. Chiếc tàu buôn bắt đầu chạy zig-zag hết tốc độ để lẫn tránh, và chiếc U-boat phải mất chín giờ trước khi đón đầu được mục tiêu. Một quả ngư lôi phóng ra từ ống phóng đuôi lúc 06 giờ 05 phút ngày hôm sau đã đánh trúng mạn phải Hird, khiến chiếc tàu buôn bị nghiêng và thủy thủ bắt đầu bỏ tàu. Hird đắm lúc 20 giờ 30 phút; những người sống sót được chiếc tàu đánh cá Iceland Þórólfur cứu vớt và đưa đến Anh vào ngày 17 tháng 9.
Một đợt tấn công khác diễn ra thành công vào ngày 17 tháng 9, khi U-65 phóng ngư lôi nhắm vào chiếc tàu buôn Anh Treganna trong thành phần Đoàn tàu HX-71. Một quả ngư lôi trúng đích đã nhanh chóng đánh chìm mục tiêu ở vị trí khoảng 78 nmi (144 km) về phía Tây Bắc Rockall. Chỉ có bốn người trong tổng số 37 thành viên thủy thủ đoàn sống sót, khi họ được chiếc tàu buôn Anh Filleigh thuộc cùng đoàn tàu vận tải cứu vớt và đưa đến Avonmouth. Chiếc tàu ngầm tiếp tục ở ngoài biển thêm 12 ngày mà không bắt gặp mục tiêu nào khác, nên quay trở về căn cứ Lorient vào ngày 25 tháng 9.

#### Chuyến tuần tra thứ năm
Xuất phát từ Lorient vào ngày 15 tháng 10 cho chuyến tuần tra thứ năm, U-65 chuyển sang hoạt động dọc theo bờ biển Tây Phi và Nam Đại Tây Dương; đây trở thành chuyến tuần tra dài ngày nhất và thành công nhất của U-65. Phải mất một tháng trước khi chiếc tàu ngầm tìm thấy mục tiêu đầu tiên, tàu buôn Anh Kohinur 5.168 GRT, vốn vừa tách ra khỏi Đoàn tàu OB-235, vào ngày 15 tháng 11. Đến 15 giờ 11 phút, U-65 tấn công và đánh chìm mục tiêu ở vị trí khoảng 250 nmi (460 km) phía Bắc đường Xích đạo. Thoạt tiên có 68 trong tổng số 85 người trên tàu sống sót, nhưng nhiều người trong số họ đã thiệt mạng chỉ vài giờ sau đó, khi U-65 đánh chìm mục tiêu thứ hai là chiếc tàu chở dầu Na Uy Havbør 7.614 GRT.
Thủy thủ Anh trên một chiếc bè cứu sinh của Kohinur đã cảnh báo cho Havbør về sự hiện diện của tàu ngầm đối phương trong khu vực, nhưng con tàu Na Uy vẫn thả xuồng xuống nước để trợ giúp cứu vớt được 31 người sống sót. Ngay lúc đó Havbør bị một quả ngư lôi phóng từ U-65 đánh trúng bên mạn trái và lập tức bốc cháy; dầu lan trên mặt nước bắt lửa vây hãm nhiều xuồng tham gia vào hoạt động cứu vớt, khiến 28 thành viên thủy thủ đoàn của Havbør cùng toàn bộ 31 người của Kohinur thiệt mạng trong biển lửa. Chiếc tàu chở dầu đắm bảy giờ sau đó; trong số năm người sống sót, một người qua đời do vết thương trước khi được giải cứu vào ngày 24 tháng 11, bốn người còn lại được đưa đến Freetown, Sierra Leone.
Đến ngày 16 tháng 11, U-65 phát hiện và tấn công chiếc tàu buôn Anh Fabian 3.059 GRT ở vị trí khoảng 350 nmi (650 km) về phía Tây Freetown. Một quả ngư lôi duy nhất đánh trúng phần mũi con tàu lúc 14 giờ 29 phút, và sau đó chiếc tàu ngầm trồi lên mặt nước để kết liễu mục tiêu bằng hải pháo. Sau khi năm trong số tám phát đạn pháo trúng đích, Fabian đắm với tổn thất sáu thành viên thủy thủ đoàn. 33 người sống sót được thẩm vấn, cung cấp thực phẩm đồng thời trợ giúp y tế cho hai người bị thương trước khi chiếc U-boat rời đi.
Lúc 18 giờ 02 phút ngày 18 tháng 11, U-65 phát hiện tàu chở dầu Anh Congonian di chuyển mà không được hộ tống. Quả ngư lôi thứ nhất đã đánh trúng phòng động cơ của Congonian, được tiếp nối bằng quả ngư lôi thứ hai phóng lúc 18 giờ 12 phút đánh trúng gần đuôi tàu đã kết liễu mục tiêu. Một thủy thủ đã thiệt mạng, nhưng 35 thành viên còn lại được tàu tuần dương hạng nặng HMS Devonshire cứu vớt và đưa đến Freetown vài ngày sau đó. U-65 trở thành tàu ngầm U-Boat đầu tiên băng qua đường Xích đạo vào ngày 11 tháng 12, 1940.
Phải mất gần một tháng trước khi U-65 đánh chìm được mục tiêu tiếp theo. Lúc 16 giờ 05 phút ngày 21 tháng 12, tàu chở dầu trung lập mang cờ Panama Charles Pratt bị một quả ngư lôi đánh trúng giữa tàu. Stockhausen nhìn thấy rõ ràng lá cờ trung lập được sơn bên mạn tàu, nhưng ông vẫn quyết định tấn công mà không cảnh cáo trước vì con tàu đang đi đến một cảng đối phương. Trong khi thủy thủ đoàn đang rời tàu trên hai xuồng cứu sinh bên mạn trái, một quả ngư lôi thứ hai lại đánh trúng mạn phải chiếc tàu chở dầu phía giữa tàu khoảng 20 phút sau đó. Charles Pratt bị ngập nước nặng, lật nghiêng và đắm sau đó. Những người sống sót được các tàu buôn Anh Gascony và Langleegorse cứu vớt vài ngày sau đó và đưa đến Freetown.
Đến ngày 24 tháng 12, U-65 bắt gặp tàu chở dầu Anh British Premier, vốn bị tách khỏi Đoàn tàu SLS-60. Hai quả ngư lôi trúng đích lúc 16 giờ 41 phút đã đánh chìm mục tiêu ở vị trí khoảng 200 nmi (370 km) về phía Tây Nam Freetown. 31 thủy thủcùng một pháo thủ đã thiệt mạng khi tàu đắm. Trong số 13 người sống sót, chín người được tàu tuần dương hạng nặng HMS Hawkins cứu vớt vào ngày 3 tháng 1, 1941 và đưa đến Freetown. Bốn người còn lại trôi dạt trên biển trong suốt 41 ngày (25 ngày không có thức ăn) trước khi được tàu khu trục HMS Faulknor cứu vớt.
Ba ngày sau đó, U-65 trông thấy tàu buôn Thụy Điển Risanger 5.455 GRT di chuyển mà không được hộ tống. Một quả ngư lôi duy nhất đánh trúng lúc 11 giờ 31 phút đã đánh trúng giữa tàu, sau đó chiếc U-boat trồi lên mặt nước và nả 70 phát đạn pháo nhằm kết liễu chiếc tàu buôn. Risanger đắm trong khi chân vịt của nó vẫn còn quay; toàn bộ 29 người trên tàu được chiếc tàu chở dầu Na Uy Belinda cứu vớt vài ngày sau đó và đưa đến Cape Town, Nam Phi vào ngày 10 tháng 1, 1941.
Vào ngày 31 tháng 12, ở vị trí về phía Đông Cape Verde, U-65 phát hiện tàu chở dầu Anh British Zeal 8.532 GRT đang di chuyển với tốc độ 10,5 kn (19,4 km/h). U-65 phóng hai quả ngư lôi tấn công lúc 17 giờ 52 phút, nhưng cả hai đều bị trượt. Đến 23 giờ 00, trinh sát viên trên British Zeal phát hiện ngư lôi đang tiếp cận, nên bẻ lái gấp qua mạn phải để né tránh, nhưng quả ngư lôi vẫn đánh trúng mạn phải ngay bên dưới cầu tàu, làm thủng khoang hàng hóa số 2. Cho dù biển động mạnh, thủy thủ đoàn của British Zeal lập tức chuyển sang các xuồng cứu sinh. Chiếc U-boat phóng thêm một quả ngư lôi nhưng không trúng đích, rồi một quả thứ hai lại đánh trúng mạn phải nơi vách ngăn giữa các khoang hàng hóa số 3 và số 4, khoảng 30 phút sau cú đánh trúng đầu tiên. Trời tối và biển động đã khiến chiếc U-boat không thể vận hành khẩu hải pháo trên boong, nhưng khi thấy thủy thủ Anh đã bỏ tàu, nó tin rằng mục tiêu sẽ đắm nên rời khỏi khu vực.
Khi trời sáng, thủy thủ của British Zeal thấy con tàu của họ vẫn nổi được nên quay trở lại tàu. Cho dù ba khoang bị ngập nước, sàn tàu hư hại và thủng hai lổ bên mạn phải, phòng động cơ vẫn còn nguyên vẹn. Thủy thủ đoàn khởi động lại động cơ, nhưng một lần nữa bỏ tàu do lo sợ tàu ngầm đối phương vẫn còn lãng vãng trong khu vực. Đến bình minh sáng ngày hôm sau, họ quay trở lại tàu và di chuyển về hướng Bathurst với tốc độ 5 kn (9,3 km/h). Vài giờ sau đó, tàu khu trục Anh HMS Encounter đi đến để trợ giúp, rồi tách ra để truy tìm chiếc U-boat. Chiếc tàu chở dầu tiếp tục di chuyển cho đến khi được tàu kéo HMS Hudson hỗ trợ từ ngày 4 tháng 1, 1941, và đến được cảng Freetown vào ngày 8 tháng 1. British Zeal sau đó được sửa chữa tại Baltimore, Hoa Kỳ và quay trở lại hoạt động vào tháng 2, 1942.
U-65 có thêm chiến công sau cùng vào ngày 2 tháng 1, 1941. Lúc 22 giờ 07 phút, một quả ngư lôi duy nhất đã đánh trúng chiếc tàu buôn Anh Nalgora 6.579 GRT ở vị trí khoảng 350 nmi (650 km) về phía Bắc quần đảo Cape Verde. Sau khoảng 20 phút, chiếc tàu ngầm trồi lên mặt nước để kết liễu mục tiêu bằng hải pháo. Toàn bộ 105 người bên trên Nalgora đều sống sót: sau tám ngày trôi nổi trên biển, 86 người được các tàu buôn Anh Nolisement và Umgeni cứu vớt và đưa đến Freetown; 19 người khác đi đến được quần đảo Cape Verde.
U-65 quay trở về căn cứ tàu ngầm tại Lorient vào ngày 10 tháng 1, 1941. Ghi nhận thành tích của chuyến tuần tra, Đại úy Stockhausen hạm trưởng được thăng hàm Thiếu tá Hải quân và được trao tặng Huân chương Chữ thập sắt Hiệp sĩ. Ông rời tàu để đảm nhiệm chỉ huy Chi hạm đội U-boat 26 vừa mới được thành lập.

### 1941

#### Chuyến tuần tra thứ sáu - Bị mất
Dưới quyền chỉ huy cùa hạm trưởng mới, Đại úy Hải quân Joachim Hoppe, U-65 xuất phát từ cảng Lorient vào ngày 12 tháng 4, 1941 cho chuyến tuần tra thứ sáu, cũng là chuyến cuối cùng, để tiếp tục hoạt động tại vùng biển Bắc Đại Tây Dương. Ở vị trí về phía Nam Iceland vào ngày 28 tháng 4, nó bị tàu khu trục Hải quân Hoàng gia Anh HMS Douglas thả mìn sâu đánh chìm tại tọa độ 60°4′B 15°45′T / 60,067°B 15,75°T. Toàn bộ 50 thành viên thủy thủ đoàn của U-65 đều đã tử trận.

### Tóm tắt chiến công
U-65 đã đánh chìm được mười hai tàu buôn với tổng tải trọng 66.174 GRT, đồng thời gây hư hại cho ba tàu buôn với tổng tải trọng 22.490 GRT:
| Ngày              | Tên tàu         | Quốc tịch   | Tải trọng | Số phận      |
| ----------------- | --------------- | ----------- | --------- | ------------ |
| 21 tháng 6, 1940  | Berenice        | Netherlands | 1.177     | Bị đánh chìm |
| 22 tháng 6, 1940  | Monique         | France      | 7.011     | Bị đánh chìm |
| 30 tháng 6, 1940  | Clan Ogilvy     | Anh Quốc    | 5.802     | Bị hư hại    |
| 1 tháng 7, 1940   | Amstelland      | Netherlands | 8.156     | Bị hư hại    |
| 15 tháng 9, 1940  | Hird            | Norway      | 4.950     | Bị đánh chìm |
| 17 tháng 9, 1940  | Tregenna        | Anh Quốc    | 5.242     | Bị đánh chìm |
| 15 tháng 11, 1940 | Havbør          | Norway      | 7.614     | Bị đánh chìm |
| 15 tháng 11, 1940 | Kohinur         | Anh Quốc    | 5.168     | Bị đánh chìm |
| 16 tháng 11, 1940 | Fabian          | Anh Quốc    | 3.059     | Bị đánh chìm |
| 18 tháng 11, 1940 | Congonian       | Anh Quốc    | 5.065     | Bị đánh chìm |
| 21 tháng 12, 1940 | Charles Pratt   | Panama      | 8.982     | Bị đánh chìm |
| 24 tháng 12, 1940 | British Premier | Anh Quốc    | 5.872     | Bị đánh chìm |
| 27 tháng 12, 1940 | Risanger        | Norway      | 5.455     | Bị đánh chìm |
| 31 tháng 12, 1940 | British Zeal    | Anh Quốc    | 8.532     | Bị hư hại    |
| 2 tháng 1, 1941   | Nalgora         | Anh Quốc    | 6.579     | Bị đánh chìm |